# Groupe 9 du tableau périodique
Le groupe 9 du tableau périodique, autrefois inclus dans le groupe VIII de l'ancien système IUPAC utilisé en Europe et dans le groupe VIIIB du système CAS nord-américain, deux systèmes aujourd'hui obsolètes, contient les éléments chimiques de la 9e colonne, ou groupe, du tableau périodique des éléments :
| Période | Élément chimique | Élément chimique | Z   | Famille d'éléments  | Configuration électronique[2] |
| ------- | ---------------- | ---------------- | --- | ------------------- | ----------------------------- |
| 4       | Co               | Cobalt           | 27  | Métal de transition | [Ar] 4s2 3d7                  |
| 5       | Rh               | Rhodium          | 45  | Métal de transition | [Kr] 5s1 4d8 ( * )            |
| 6       | Ir               | Iridium          | 77  | Métal de transition | [Xe] 6s2 4f14 5d7             |
| 7       | Mt               | Meitnérium       | 109 | Indéterminée        | [Rn] 7s2 5f14 6d7             |
( * )   Exception à la règle de Klechkowski : rhodium 45Rh.

Éléments du groupe 9
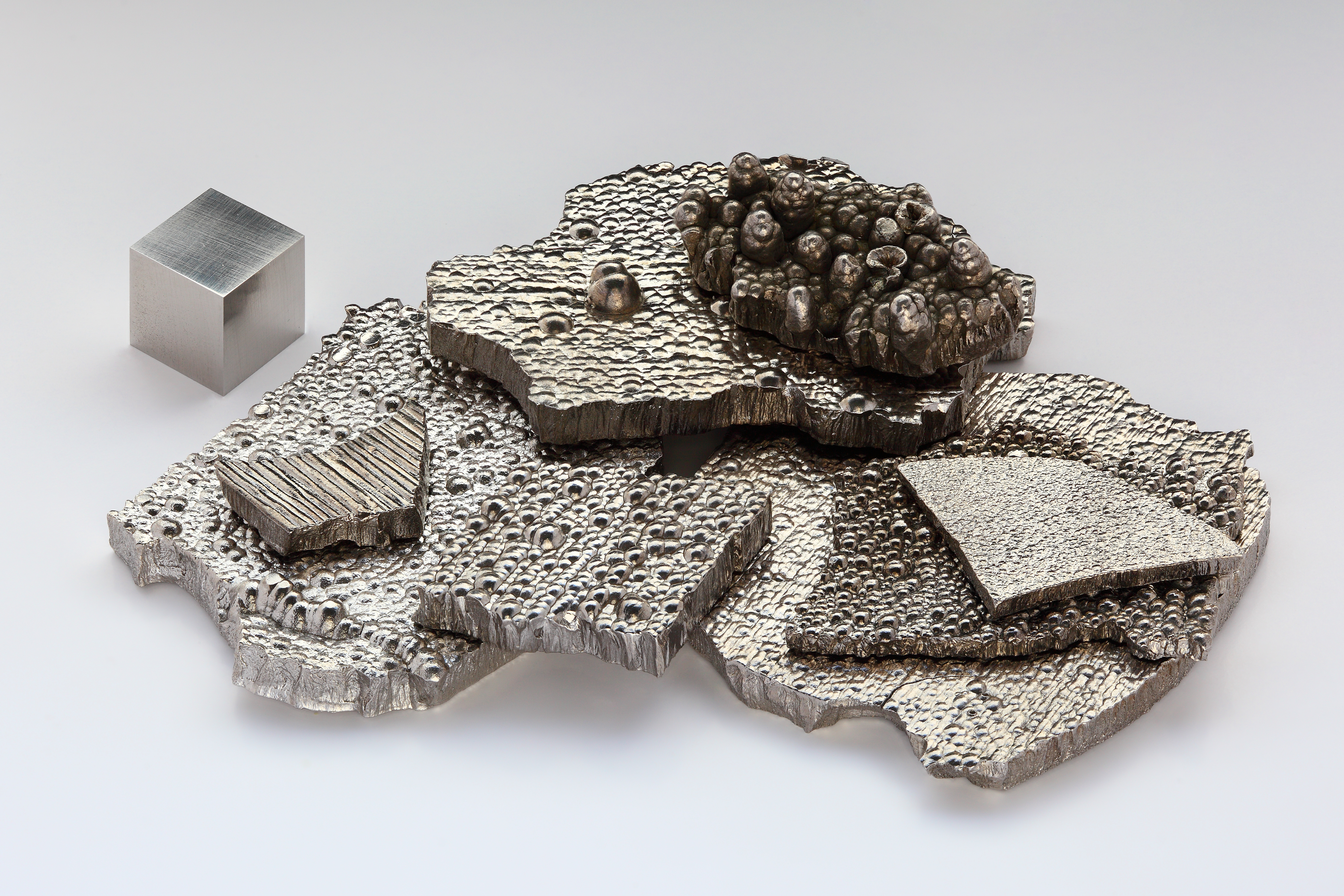
Cobalt
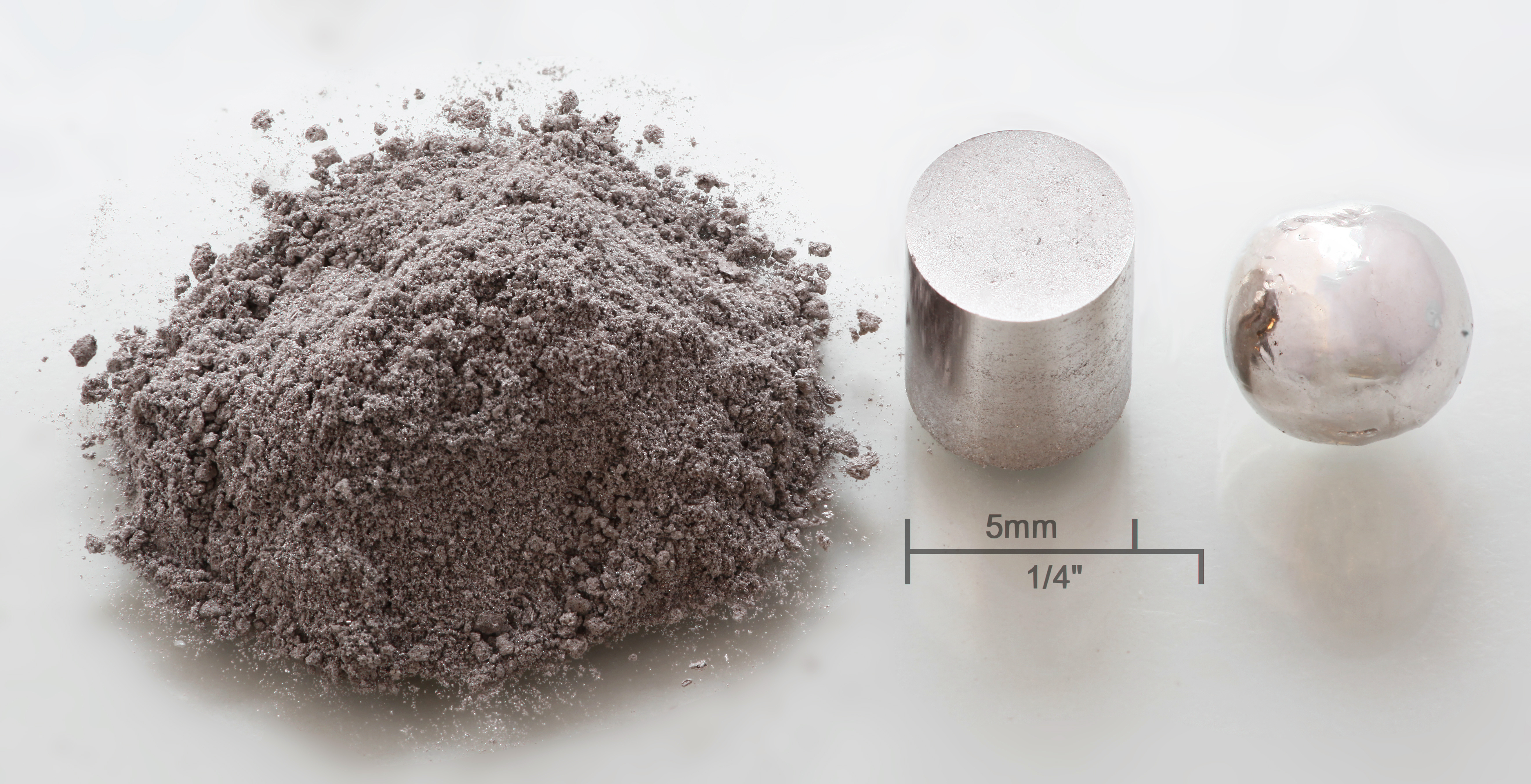
Rhodium
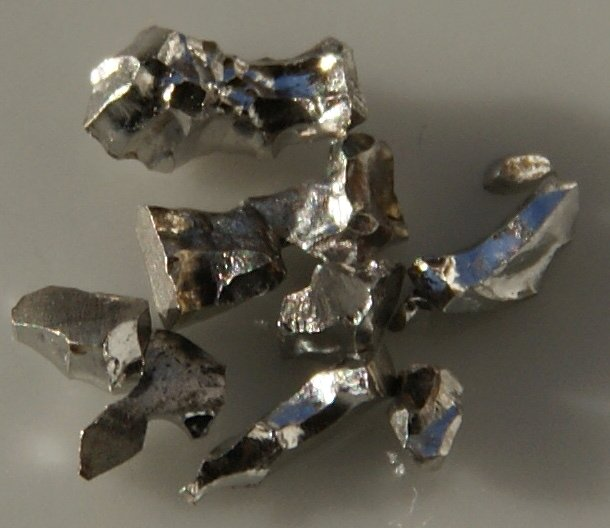
Iridium